# Parafia Najświętszego Serca Pana Jezusa w Nieznaszynie
Parafia Najświętszego Serca Pana Jezusa w Nieznaszynie – parafia rzymskokatolicka, znajdująca się w diecezji opolskiej, w dekanacie Łany. Do parafii należy kościół parafialny w Nieznaszynie oraz kościół filialny w Przewozie.
Parafię obsługuje proboszcz parafii św. Bartłomieja w Łanach.